# Mallerenga de Lapònia
La mallerenga de Lapònia (Poecile cinctus) és una espècie d'ocell de la família dels pàrids (Paridae) que habita els boscos boreals de coníferes des d'Escandinàvia, cap a l'est, a través del nord de Rússia fins Txukotka i Kamtxatka, arribant cap al sud fins al llac Baikal, Mongòlia i Sakhalín; també a Alaska i zones limítrofes del Canadà.
És una "especialista" en coníferes. És resident i la majoria dels ocells no migren. El cap és negre, blanc i marró.
És una mallerenga força grossa, de 13,5 a 14 cm de llarg i un pes d'11 a 14,3 g. El cap és marró fosc amb les galtes blanques, el dors marró, les plomes de les ales negres amb serrells pàl·lids i les parts inferiors blanquinoses amb els flancs marró pàl·lid.
El 2011, els ecologistes de Folldal, Hedmark, Noruega van trobar que aquestes mallerengues representaven només l'1% de tots els individus de mallerengues a la pineda dominada per líquens, en comparació amb el 64% el 1982. Aquesta reducció espectacular s'atribueix a la competència entre espècies amb la mallerenga capnegra europea i la mallerenga carbonera, a la disminució de la vegetació a causa del canvi climàtic i tala d'arbres vells que es prefereixen als arbres de nou creixement.

## Taxonomia
Va ser descrit pel naturalista i científic Georges-Louis Leclerc el 1779 a la seva Histoire Naturelle des Oiseaux a partir d'un exemplar recollit a Sibèria. L'ocell també va ser il·lustrat en una planxa pintada a mà gravada per François-Nicolas Martinet a les Planches Enluminées D'Histoire Naturelle que va ser produïda sota la supervisió d'Edme-Louis Daubenton per acompanyar el text de Leclerc. Ni la llegenda de la placa ni la descripció de Leclerc incloïen un nom científic però el 1783 el naturalista holandès Pieter Boddaert va encunyar el nom binomial Parus cinctus al seu catàleg de les Planches Enluminées.
La mallerenga de Lapònia és ara una de les 15 espècies del gènere Poecile que va ser introduït pel naturalista alemany Johann Jakob Kaup el 1829. El nom del gènere prové del grec antic «poikilos» "colorit". Una paraula relacionada «poikilidos» denotava un ocell petit no identificat. L'epítet específic «cinctus» és llatí per a "banda".
Antigament, la mallerenga de Lapònias'incloïa en el gènere Parus amb la majoria de mallerengues, però les dades i la morfologia de la seqüència del citocrom b de l'ADNmt suggereixen que la separació de Poecile expressa de manera més adequada les relacions d'aquests ocells.
Es reconeixen quatre subespècies:
- P. c. lapponicus (Lundahl, 1848) – Escandinàvia fins al nord d'Europa de Rússia.
- P. c. cinctus (Boddaert, 1783) - nord-est de Rússia europea a través de Sibèria fins a Kamtxatka i el centre nord de Mongòlia.
- P. c. sayanus (Sushkin, 1904) - sud de Sibèria i nord-oest de Mongòlia.
- P. c. lathami (Stephens, 1817) - nord i oest d'Alaska i nord-oest del Canadà.